# Labskaus

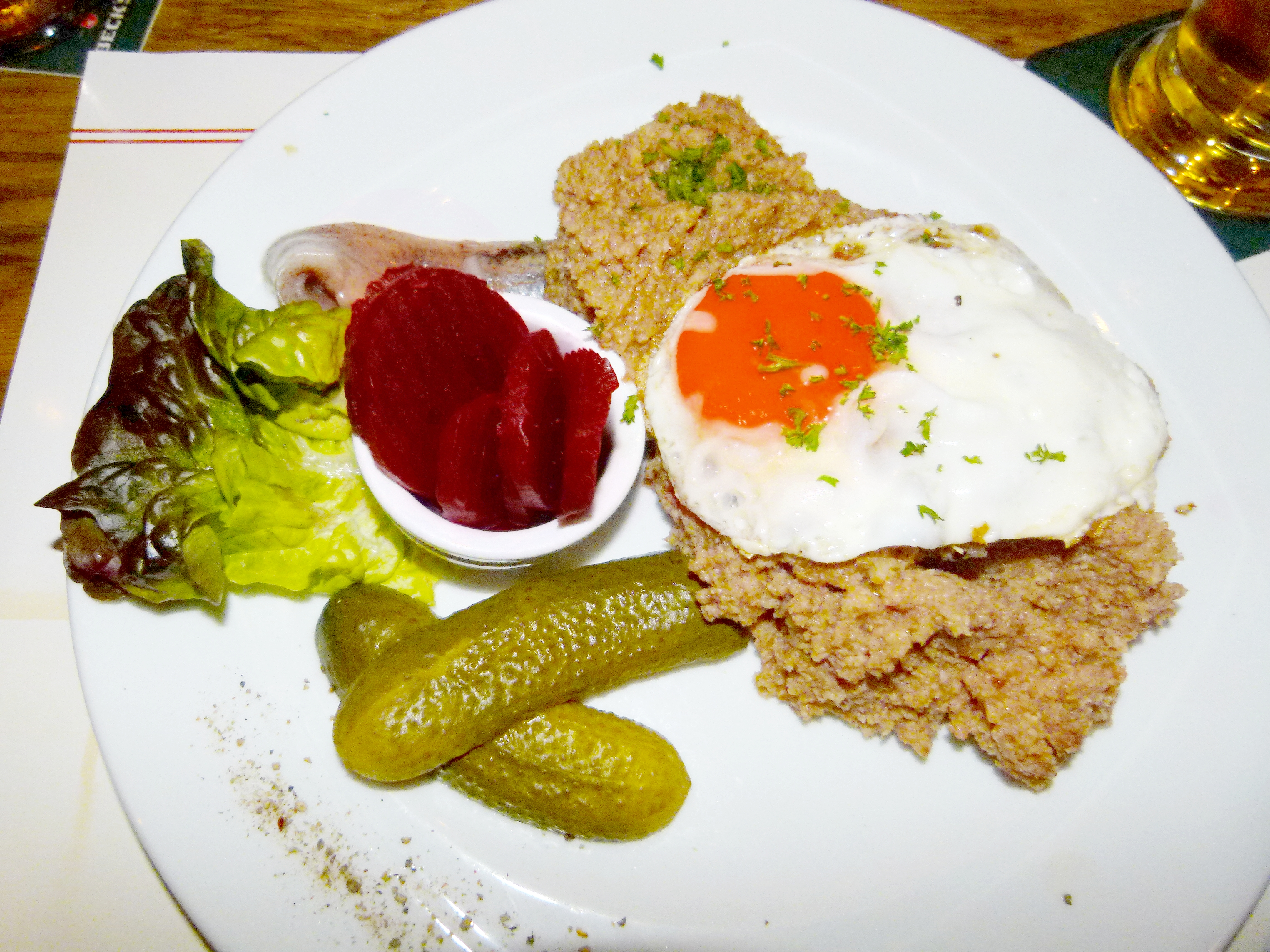
Labskaus s oblohou

Labskaus je tradiční pokrm námořníků ze severní Evropy, podávaný jako lokální specialita v Hamburku a dalších německých přístavech. Připravuje se z nasoleného hovězího masa (používá se však také syrové hovězí, někdy i vepřové nebo rybí maso), které se uvaří doměkka a umele spolu s cibulí v mlýnku na maso, vzniklá načervenalá kaše se rozmělní s vařenými bramborami a kořením na stejnorodou hmotu, která se konzumuje přímo nebo se zapéká v troubě s vejci a sádlem. Obvykle se podává s oblohou, kterou tvoří volské oko, zavináče, nakládané okurky a červená řepa, popř. jiná zelenina. 
Původ názvu je odvozován z lotyšského výrazu labs kausis, který znamená zhruba „chutné jídlo z kotlíku“. Pokrm se rozšířil v oblasti Hanzy díky praktickým výhodám, jako bylo využití surovin, které se daly na lodích snadno skladovat, a také řídká konzistence, protože námořníci často trpěli kurdějemi, takže měli nekvalitní chrup. Dostal se i do Liverpoolu, kde se podává pod názvem scouse, který je také ironickým označením pro obyvatele města a jejich svérázný dialekt.